# Dichtensee
Dichtensee är en sjö i Österrike.   Den ligger i förbundslandet Tyrolen, i den centrala delen av landet, 300 km väster om huvudstaden Wien. Dichtensee ligger 2 460 meter över havet.